# Hügelite
L'hügelite è un minerale appartenente al gruppo della fosfuranilite.